# Rehabilitation International
Rehabilitación Internacional (RI Global) es una organización internacional  de derechos de discapacidad con organizaciones miembro en cada región del mundo. La secretaría de RI está localizada en Ciudad de Nueva York.  40°45′10″N 73°57′59″O / 40.75282, -73.9662963
Fundada en 1922, RI es una red de personas con discapacidades, proveedores de servicios, agencias gubernamentales, académicos, investigadores y defensores que trabajan para mejorar la calidad de vida de las personas con discapacidades. Un foco importante de su actividad desde 1999 ha sido establecer la Convención en los Derechos de Personas con Incapacidades.
A fines de la década de 1960, RI creó el omnipresente Símbolo Internacional de Accesibilidad o Acceso, con una persona estilizada en una silla de ruedas sobre un fondo azul.

## Comisiones
RI mantiene comisiones de especialistas y expertos en varios asuntos sobre discapacidad. Representadas por los Presidentes y Vicepresidentes de RI, las comisiones son grupos de trabajo temáticos que ayudan a desarrollar y ampliar las actividades del programa de acuerdo con los objetivos estratégicos de RI.
Las comisiones RI incluyen:
- Comisión de educación
- Comisión de Funcionalidad y Salud
- Comisión internacional en Tecnología y Accesibilidad (ICTA)
- Comisión de Ocio, Recreación y Actividades Físicas
- Comisión de Política y Servicio
- Comisión Social
- Comisión de Trabajo y Ocupación

## Proyectos
RI trabaja con sus miembros, socios, expertos y dirigentes regionales para crear y llevar a cabo proyectos con los siguientes objetivos a través del globo:
- Accesibilidad
- Administración del desastre
- Empoderamiento
- Habilitación & Rehabilitación
- Reducción de pobreza
- Implementación de la CRPD de la ONU